# Tourcelles-Chaumont
Tourcelles-Chaumont è un comune francese di 92 abitanti situato nel dipartimento delle Ardenne nella regione del Grand Est.

## Società

### Evoluzione demografica
Abitanti censiti